# Макрон Стейдиъм
„Макрон Стейдиъм“ (на английски: Macron Stadium), бивш „Рийбок Стейдиъм“ (Reebok Stadium), е стадионът на английския футболен клуб „Болтън Уондърърс“, намиращ се между град Хорич и Болтън, Англия.

## История
Първото име „Рийбок Стейдиъм“ (1997-2014) е получено от дългогодишния спонсор на клуба концерна за спортни артикули „Рийбок“ (Reebok). Днешното си име „Макрон“ дължи на новия (от 2014 г.) спонсор на клуба италианската компания за спортно облекло „Макрон“ (Macron S.p.A.), Креспелано (край Болоня).
Построен е през 1997 година с цел да замени стария стадион на клуба „Бърндън Парк“. Въпреки многобройните удобства и увеличения капацитет първоначално това преместване на нов стадион не е прието добре от привържениците най-вече поради факта, че съоръжението е построено извън рамките на самия град Болтън.
Стадионът е разположен до близкия град Хорич (5 км). Главен консултант-архитект на обекта е бюрото Lobb Sports, като местната фирма Bradshaw Gass & Hope е инспектирала изпълнението на проекта. Стойността на стадиона възлиза на £25 000 000 британски лири.

## Описание
Съоръжението представлява модерен открит стадион с капацитет 28 723 седящи места. Стадионът е известен със своята специфична архитектура.
Има 4 трибуни – Северна, „Уудфорд Груп“ (южна), Западна и „Нат Лофтхаус“ (източна). Всяка от трибуните се състои от 2 нива, разделени по протежение на цялата обиколка на терена от етажа на ВИП ложите. Първото ниво на трибуните е с правоъгълна форма, докато вторите нива завършват с дъговидна линия, следвана като форма и от козирките. Всичко това придава индивидуалния, дори шикозен характер на стадиона. В обема на част от трибуните е изграден хотел, опериращ под марката „Де Вер“. От някои от стаите се разкрива поразителна гледка към самия терен.

## Посещаемост
Усреднена зрителска посещаемост за последните 7 футболни сезона.
| сезон                 | Премиършип | Купа на УЕФА | ФА Къп | Карлинг Къп |
| 2003–04               | 26 795     |              | 8759   | 10 191      |
| 2004–05               | 26 006     |              | 19 837 | 18 037      |
| 2005–06               | 26 265     | 17 635       | 15 223 | 11 997      |
| 2006–07               | 23 282     |              | 21 088 |             |
| 2007–08               | 20 901     | 18 367       | 15 286 | 15 510      |
| 2008–09               | 22 486     |              |        | 7136        |
| 2009–10 (до 28/02/10) | 21 844     |              | 13 120 | 8050        |

## Други събития
В допълнение към домакинството на футболни мачове съоръжението се използва и за други спортни събития, както и за концерти на открито. Стадионът е домакинствал срещи по ръгби, открития турнир на Великобритания по дартс и боксови срещи на местния боксьор Амир Хан.
Там са проведени концерти на „Оуейсис“, Елтън Джон и „Колдплей“. Части от концерта на последните са използвани във видеоклипа за сингъла Fix You. Певицата Пинк има обявена дата за концерт на Рийбок Стейдиъм за 12 юни 2010 година в рамките на турнето Funhouse Summer Carnival Tour.